# Гарсес, Паула
Паула Гарсес (англ. Paula Garcés; родилась 20 марта 1974, Медельин, Колумбия) — американская
актриса. Наиболее известна по роли Марии Перес в фильмах серии «Гарольд и Кумар».

## Биография
Паула Гарсес родилась 20 марта 1974 года в Медельине, Колумбия. Её отец был рыбаком, а мать — школьной учительницей. В раннем возрасте Паула переехала в Гарлем, США.

## Карьера
Паула дебютировала в комедии «Тусуясь со своими». В 2003 году она также снялась в хип-хоп-комедии Ричарда Бенджамина «Марси Икс» вместе с Лизой Кудроу и Дэймоном Уэйансом, а в 2004 году — в фильме «Блондинка в шоколаде» вместе с Пэрис Хилтон и Саймоном Рексом. Также Паула участвовала в сериале «C.S.I.: Место преступления Майами».
В 2004 году Паула Гарсес появилась в фильме «Гарольд и Кумар уходят в отрыв» и его продолжениях «Гарольд и Кумар 2: Побег из Гуантанамо» (2008) и «Убойное Рождество Гарольда и Кумара» (2011) в качестве возлюбленной героя Джона Чо.
Паула Гарсес снялась в американо-канадском научно-фантастическом сериале «Притяжению вопреки» в роли пилота посадочного модуля.
В 2009 году Паула снялась вместе с Амори Ноласко в клипе к песне «Imagínate» дуэта Wisin & Yandel и рэпера T-Pain.

## Личная жизнь
В 1990-х годах Паула состояла в фактическом браке с неким мужчиной по фамилии Мэхони. У бывшей пары есть дочь — Скай Мэхони (род.1992).
С 2002 года Паула замужем за Антонио Эрнандесом. У супругов есть сын — Антонио Андрес Эрнандес-младший (род.20.11.2013). До рождения Антонио-младшего Гарсес дважды перенесла выкидыш.

## Фильмография
| Год       |   | Русское название                       | Оригинальное название                     | Роль                  |
| --------- | - | -------------------------------------- | ----------------------------------------- | --------------------- |
| 1991      | ф | Тусуясь со своими                      | Hangin' with the Homeboys                 | Джеки Ньютон          |
| 1993      | ф |                                        | Life with Mikey                           | Дженис                |
| 1995      | ф | Опасные мысли                          | Dangerous Minds                           | Алвина                |
| 2002      | ф | Останавливающие время                  | Clockstoppers                             | Франсеска де ла Крус  |
| 2003      | ф | Станционный смотритель                 | The Station Agent                         | Кассир                |
| 2003      | ф | Марси Икс                              | Marci X                                   | Йоланда Киньонес      |
| 2004      | с | C.S.I.: Место преступления Майами      | CSI: Miami                                | Кармен Абрегон        |
| 2004      | ф | Гарольд и Кумар уходят в отрыв         | Harold & Kumar Go to White Castle         | Мария Переc           |
| 2005      | ф | Крутой и цыпочки                       | Man of the House                          | Тереса                |
| 2006—2008 | с | Щит                                    | The Shield                                | Тина Ханлон           |
| 2006      | ф | Блондинка в шоколаде                   | National Lampoon's Pledge This!           | Глория                |
| 2007      | с | C.S.I.: Место преступления Майами      | CSI: Miami                                | Анна Сиварро          |
| 2008      | с | Рыцарь дорог 2008                      | Knight Rider 2008                         | Келли Хэддиган        |
| 2008      | ф | Гарольд и Кумар 2: Побег из Гуантанамо | Harold & Kumar Escape from Guantanamo Bay | Мария Переc           |
| 2009      | с | Притяжению вопреки                     | Defying Gravity                           | Паула Моралес         |
| 2010—2014 | с | Хранилище 13                           | Warehouse 13                              | Доктор Келли Эрнандес |
| 2011      | с | Короли Побега                          | Breakout Kings                            | Дебби Меерс           |
| 2011      | ф | Убойное Рождество Гарольда и Кумара    | A Very Harold & Kumar 3D Christmas        | Мария Переc           |
| 2013      | с | Элементарно                            | Elementary                                | Officer Paula Reyes   |
| 2013      | ф | Комната служанки                       | The Maid's Room                           | Дрина                 |